# Чемпионат мира по шоссейным велогонкам 1990

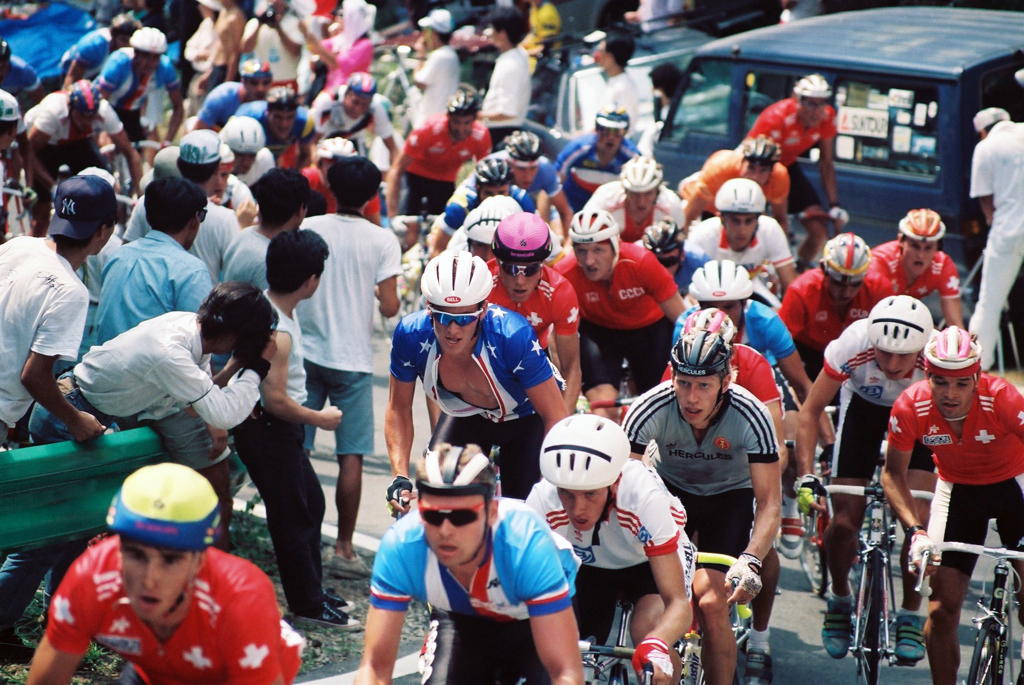
Лэнс Армстронг и Дюфо, Лоран во время групповой гонки на чемпионате мира по шоссейным велогонкам 1990 года.

Чемпионат мира по шоссейным велогонкам 1990 года проходил с 31 августа по 2 сентября в Уцуномия, Япония.

## Медалисты
| Велогонка           | Золото                                                                      | Золото   | Серебро                                                          | Серебро     | Бронза                                                                              | Бронза      |
| ------------------- | --------------------------------------------------------------------------- | -------- | ---------------------------------------------------------------- | ----------- | ----------------------------------------------------------------------------------- | ----------- |
| Мужчины             |                                                                             |          |                                                                  |             |                                                                                     |             |
| Велогонка           | Рюди Даненс · Бельгия                                                       | 6ч51’59" | Дирк де Вольф · Бельгия                                          | то же время | Джанни Буньо · Италия                                                               | +8"         |
| Команды             | СССР · Руслан Зотов · Игорь Патенко · Александр Марковниченко · Олег Галкин |          | ГДР · Уве Пешель · Майк Ландсман · Уве Берндт · Фальк Боден      |             | ФРГ Рольф Альдаг Кай Хундертмарк Раймунд Ленерт Михаэль Рих                         |             |
| Велогонка, любители | Мирко Гвальди · Италия                                                      |          | Роберто Карузо · Италия                                          |             | Жан-Филипп Дожва · Франция                                                          |             |
| Женщины             |                                                                             |          |                                                                  |             |                                                                                     |             |
| Велогонка           | Катрин Марсаль · Франция                                                    | 2ч0’07"  | Рути Мэттс · США                                                 | +3’24"      | Луиза Сегецци · Италия                                                              | то же время |
| Команды             | Нидерланды · Леонтин ван Морсел · Моника Кнол · Кора Вестланд · Астрид Схоп | 1ч03’51" | США · Филлис Хайнс · Маурин Мэнли · Эва Стефенсон · Инга Томпсон | +16"        | СССР · Надежда Кибардина · Валентина Полханова · Наталья Шипаева · Наталья Мелёхина | +30"        |